# Irene M. Giblin
Pour les articles homonymes, voir Giblin.
Irene Marie Giblin était une pianiste et compositrice américaine de ragtime. Née le 12 août 1888 à Saint-Louis, elle composa un total de dix morceaux entre 1905 et 1911. Sa pièce Chicken Chowder de 1905, fut son plus gros succès. Elle est morte le 12 mai 1974, à l'âge de 85 ans à Saint-Louis.

## Biographie
Irene M. Giblin est née de Richard T. Giblin, un imprimeur, et de Nora E. Giblin en 1888, à Saint-Louis. Elle était l'aînée de six enfants (Gertrude, née en 1890 ; Jr T. Richard, né en 1891 ; Leon F., né en 1893 ; Marie, née en 1895 ; et Walter Anthony, né en 1899). Irene vécu une grande partie de sa vie dans la région de Saint-Louis. Après avoir été une bonne étudiante au piano, montrant un talent naturel pour l'instrument durant l'adolescence, elle travailla dans le magasin de musique "Grand Leader", puis chez "Stick, Baer et Fuller" à Saint-Louis. Elle y resta pendant au moins cinq ans. C'est à ce moment qu'elle se perfectionna, grâce au fait qu'elle put jouer du piano pendant plusieurs heures par jour pour convaincre les clients d'acheter les dernières partitions parues.
Il fut ainsi naturel pour quelqu'un de la créativité d'Irene d'écrire ses propres œuvres. Elle publia donc un total de dix rags, sur une période de six ans, de 1905 à 1911. Parmi eux, Sleepy Lou et The Aviator Rag ont été très vendeurs. Toutefois c'est le Chicken Chowder de 1905 qui fut son succès le plus retentissant, alors qu'elle n'était âgée que de 17 ans. Elle publia son dernier rag en 1911, The Dixie Rag.
À l'époque de sa première grossesse, elle arrêta sa production musicale. Elle eut ainsi deux fils : Richard en 1911 et Edward Jr. en 1915. Elle consacra une grande partie du reste de sa vie à sa famille, sans que jamais son désir de jouer du piano ne cesse cependant. Son mari décéda au début de l'année 1958, Irene lui survécut pendant seize ans, et mourut en 1974, à l'âge de 85 ans à Saint-Louis.

## Liste des compositions
1905
- Quit, You're Kidding

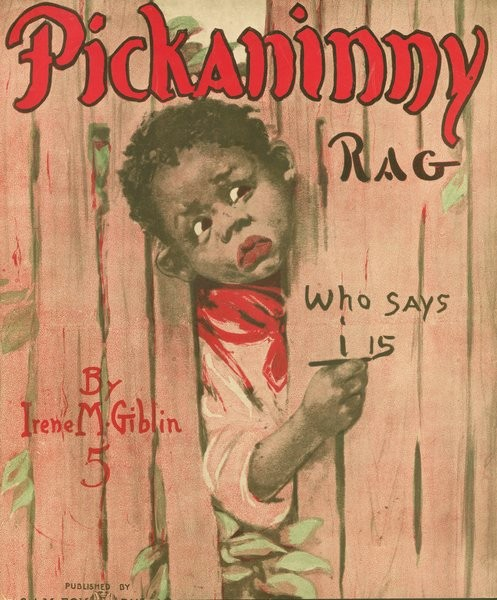
Pickaninny Rag, 1908

- Chicken Chowder - Characteristic Two-Step

1906
- Sleepy Lou - A Raggy Two-Step
- Soap Suds - March Two-Step Characteristic

1908
- Black Feather - Two-Step
- Pickaninny Rag

1910
- The Aviator Rag
- Columbia Rag
- Ketchup Rag

1911
- The Dixie Rag